# Championnat de Jamaïque de football 2000-2001
Navigation
Saison suivante
La saison 2000-2001 du Championnat de Jamaïque de football est la vingt-septième édition de la première division en Jamaïque, la National Premier League. Elle rassemble les dix meilleurs clubs du pays au sein d'une poule unique où ils s'affrontent lors de trois phases. En fin de saison, les deux derniers du classement sont relégués et remplacés par les deux meilleurs clubs de deuxième division.
C'est le club d'Arnett Gardens FC qui remporte le championnat cette saison après avoir battu Waterhouse FC en finale. C’est le second titre de champion de Jamaïque de l’histoire du club après celui remporté en 1978.

## Les clubs participants
| - Harbour View FC - Tivoli Gardens FC - Waterhouse FC - Constant Spring - Promu de D2 - Arnett Gardens FC | - Hazard United - Promu de D2 - Reno FC - Wadadah FC - Seba United - Olympic Gardens |

## Compétition
Le barème de points servant à établir le classement se décompose ainsi :
- Victoire : 3 points
- Match nul : 1 point
- Défaite : 0 point

### Phase régulière
| Rang | Équipe             | Pts | J  | G  | N  | P  | Bp | Bc | Diff |
| ---- | ------------------ | --- | -- | -- | -- | -- | -- | -- | ---- |
| 1    | Harbour ViewC      | 58  | 28 | 15 | 9  | 4  | 39 | 19 | +20  |
| 2    | Tivoli Gardens FCT | 45  | 28 | 12 | 9  | 7  | 27 | 20 | +7   |
| 3    | Waterhouse FC      | 44  | 28 | 11 | 10 | 7  | 28 | 23 | +5   |
| 4    | Constant SpringP   | 41  | 28 | 11 | 8  | 9  | 32 | 33 | -1   |
| 5    | Arnett Gardens FC  | 40  | 28 | 9  | 10 | 9  | 33 | 27 | +6   |
| 6    | Hazard UnitedP     | 33  | 28 | 7  | 12 | 9  | 13 | 16 | -3   |
| 7    | Reno FC            | 32  | 28 | 7  | 11 | 10 | 31 | 37 | -6   |
| 8    | Wadadah FC         | 31  | 28 | 6  | 13 | 9  | 38 | 38 | 0    |
| 9    | Seba United        | 26  | 28 | 5  | 11 | 12 | 18 | 28 | -10  |
| 10   | Olympic Gardens    | 26  | 28 | 5  | 11 | 12 | 26 | 44 | -18  |

|  | Qualification pour la phase finale pour le titre                          |
|  | Relégation directe en deuxième division                                   |
|  | T : Tenant du titre C : Vainqueur de la Coupe de Jamaïque P : Promu de D2 |

### Phase finale

#### Demi-finales
| Équipe 1          | Résultat | Équipe 2          | Aller | Retour |
| ----------------- | -------- | ----------------- | ----- | ------ |
| Arnett Gardens FC | 4 - 3    | Harbour View      | 2 - 0 | 2 - 3  |
| Waterhouse FC     | 1 - 0    | Tivoli Gardens FC | 0 - 0 | 1 - 0  |

#### Finale
| Équipe 1          | Résultat | Équipe 2      | Aller | Retour |
| ----------------- | -------- | ------------- | ----- | ------ |
| Arnett Gardens FC | 4 - 2    | Waterhouse FC | 2 - 1 | 2 - 1  |

## Bilan de la saison
| Championnat de Jamaïque de football 2000-2001                        |                              |
| Champion                                                             | Arnett Gardens FC (2e titre) |
| Coupes et trophées                                                   |                              |
| Vainqueur de la Coupe de Jamaïque 2000-2001                          | Harbour View                 |
| Qualifications continentales                                         |                              |
| CFU Club Championship 2002                                           | Aucun                        |
| Promotions et relégations                                            |                              |
| Promus en Jamaïque League                                            | Village United FC            |
| Promus en Jamaïque League                                            | Duhaney Park                 |
| Relégués en Championnat de Jamaïque de football de deuxième division | Seba United                  |
| Relégués en Championnat de Jamaïque de football de deuxième division | Olympic Gardens              |